# よい子の性教育
『よい子の性教育』（よいこのせいきょういく）は、森山塔による日本の成人向け漫画作品。副題は「ロリコン日記」である。また、同作を表題作とする成人向け漫画短編集が刊行されている。

## 収録
後に再録・再編集された物が刊行された際にはタイトルが変更された物もある。
- よい子の性教育
- 愛の学校
- はめっ子ランチ
- 性欲の処女
- 夢がたり
- 発情伝説
- 果肉・Ｙ
- 恋の三角木馬
- おしゃぶり日記
- 少女○裏通信
- さらば妹の愛液
- 仲よし倶楽部
- はのないうさぎのくち
- 僕の地下室へおいで

## 単行本
- 松文館〈別冊エースファイブコミックス〉、1985年6月15日発行 A5判